# Hamengkubuwono V
 (février 2020).
Si vous disposez d'ouvrages ou d'articles de référence ou si vous connaissez des sites web de qualité traitant du thème abordé ici, merci de compléter l'article en donnant les références utiles à sa vérifiabilité et en les liant à la section « Notes et références ».
Hamengkubuwono V (1820-1855) était le cinquième sultan de Yogyakarta. Il régna une première fois du 19 décembre 1823 au 17 août 1826 puis une seconde fois du 17 janvier 1828 au 5 juin 1855. Hamengkubuwono II régna entre ces deux règnes.